# Ochodaeus barbei
Ochodaeus barbei es una especie de coleóptero de la familia Ochodaeidae.

## Distribución geográfica
Habita en Pakistán.